# Galaxy4
A Galaxy4 egy magyar, szórakoztató, kábeltelevíziós csatorna, amely főként krimisorozatokat sugároz. Adásideje 24 órás.
A csatorna hangja Fekete Ernő, ő volt a korábbi adó hangja is.
A csatorna reklámidejét az Atmedia értékesíti.

## Története

### Előzmények
A csatorna előzményei 2014. december 20-án jelentkeztek, amikor a Digital Media and Communications Zrt. (azelőtt Sanoma Digital Media Zrt.), a TV4 (korábban: 4! Story TV, Story TV4, később Story4) és Story4 (azelőtt Story5) tulajdonosa bejelentette új csatornájának indulását.
A csatorna 2015. január 6-án kezdte meg tesztadását.

### Galaxy

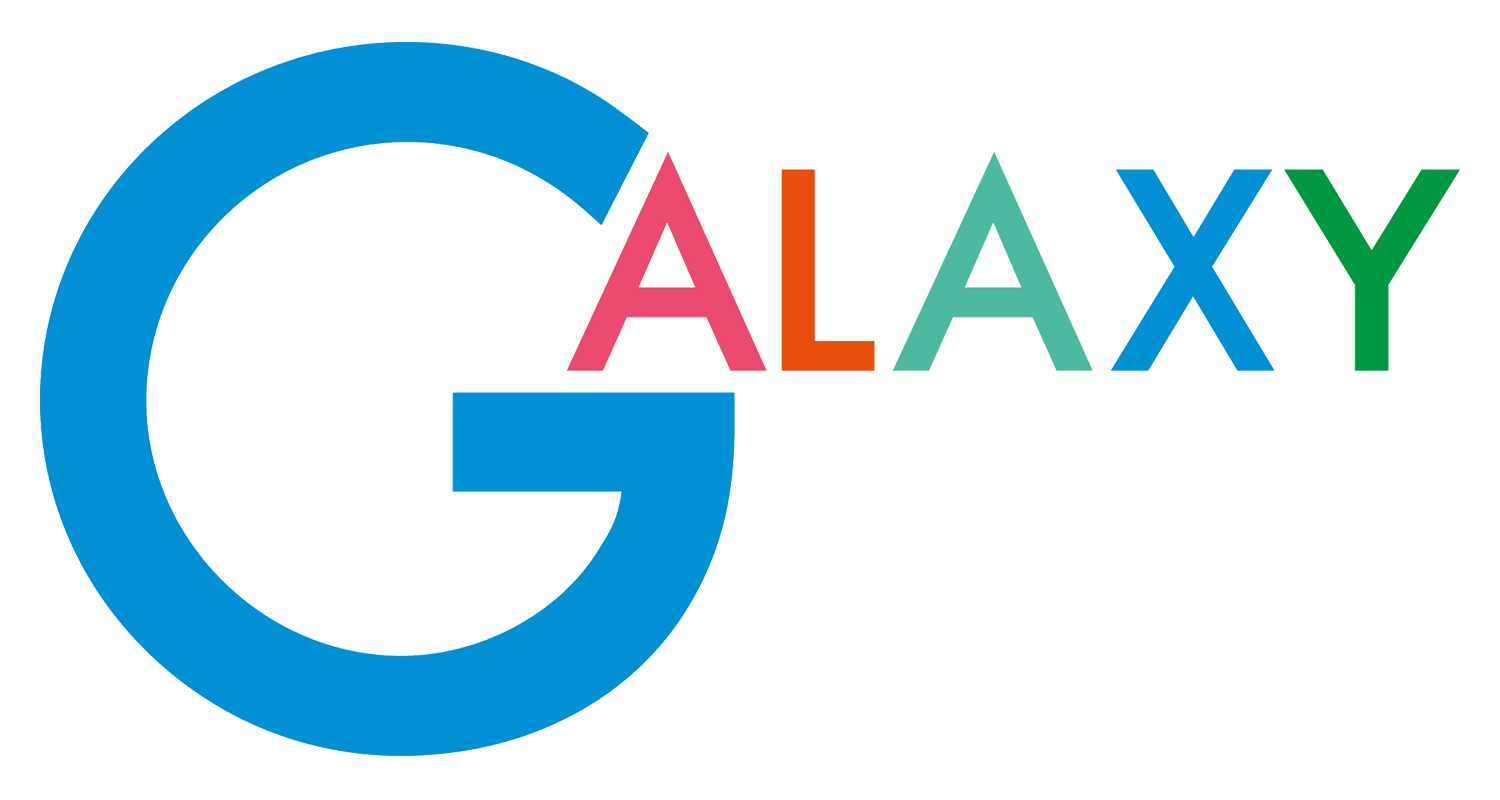
A csatorna logója GALAXY-ként

A csatorna hivatalos műsora 2015. január 12-én 14 órakor indult el a San Francisco utcáin című sorozattal.
Network4
A Galaxy elsőként a Magyar Telekom hálózatain volt elérhető 2015. január 6-tól. 2015. február 9-én a UPC digitális kábeles, február 20-án PR-Telecom, március 30-án (a Sportklubbal együtt) a Digi műholdas és kábeles kínálatába is bekerült, majd fokozatosan vált elérhetővé más szolgáltatóknál is.

### Galaxy4
2017. október 19-én  jelentették be a csatorna Galaxy4-re való átnevezését, mely része a Digital Media and Communications Zrt. csatornáinak egységesítési folyamatának. A csatorna nevét és a logót 2018. február 20-án védették le a SZTNH-nál.
Az átnevezésre 2018. április 30-án került sor.
2020. február 18-án napvilágot látott, hogy megszűnik, helyét pedig a Network 4 Csoport új csatornája, az Arena4 vette volna át, amely végül önálló csatornaként indult 2020. március 27-én.

## Közvetlen műholdas vétel
- Műhold: Thor 5, nyugati 1 fok
- Frekvencia: 12,130 MHz
- Polarizáció: H (vízszintes)
- Szimbólumsebesség: 28000
- FEC érték: 7/8
- Moduláció: QPSK, DVB-S
- Képtömörítés: MPEG-2
- Hang: MPEG
- Kódolás: Conax / CryptoWorks / Irdeto 2 / Nagravision 3 (vagyis esetleges kódolatlan)

## Műsorkínálata
A Galaxy4 2015 januári premierjei között megtalálható a legnépszerűbb brit kereskedelmi csatorna, az ITV krimisorozata, a Case Histories, amely Magyarországon Jackson Brodie esetei címen debütál.
Szintén a Galaxy4 mutatja be a ZDF 2009 óta műsoron lévő krimisorozatát, a Die Bergrettert, Alpesi mentők címen.
A Galaxy4 kínálatában megtalálható még: Gordon Ramsay – A pokol konyhája, a Fapados történetek, a Lost, a Foyle háborúja, valamint olyan klasszikus krimik digitálisan felújított kópiái, mint a Kojak, a San Francisco utcáin és a Columbo.
Szintén az ITV válogatásából kerül a Galaxy4 képernyőjére A világ legveszélyesebb helyeit bemutató dokumentumfilm-sorozat.
A 2019-es szezontól megtekinthetőek az amerikai egyetemi amerikai futball bajnokság, az NCAA  küzdelmei is.
2020-tól a WWE,  műsorai is bekerültek a kínálatába.

### Jelenlegi Sorozatok
| Műsor címe                   | Eredeti cím              | Korhatár                                   |
| ---------------------------- | ------------------------ | ------------------------------------------ |
| Agatha Christie: Poirot      | Agatha Christie's Poirot | Tizenkét éven aluliak számára nem ajánlott |
| Brokenwood titkai            | The Brokenwood Mysteries | Tizenkét éven aluliak számára nem ajánlott |
| George Gently                | Inspector George Gently  | Tizenkét éven aluliak számára nem ajánlott |
| Kisvárosi gyilkosságok       | Midsomer murders         | Tizenkét éven aluliak számára nem ajánlott |
| MacGyver                     | Macgyver                 | Tizenkét éven aluliak számára nem ajánlott |
| Miss Marple                  | Miss Marple              | Tizenkét éven aluliak számára nem ajánlott |
| Oxfordi gyilkosságok         | Endeavour                | Tizenkét éven aluliak számára nem ajánlott |
| Sherlock és Watson           | Elementary               | Tizenkét éven aluliak számára nem ajánlott |
| Sherlock Holmes              | Sherlock Holmes          | Tizenkét éven aluliak számára nem ajánlott |
| Sötét bűnök                  | Irvine Welsh's Crime     | Tizenhat éven aluliak számára nem ajánlott |
| Vera – A megszállott nyomozó | Vera                     | Tizenkét éven aluliak számára nem ajánlott |

### Korábbi sorozatok
| Műsor címe                          | Eredeti cím                         | Korhatár                                   |
| ----------------------------------- | ----------------------------------- | ------------------------------------------ |
| 100: a túlvilág kódja               | 100 code                            | Tizenhat éven aluliak számára nem ajánlott |
| A kegyes gyilkos                    | Mary kills people                   | Tizenkét éven aluliak számára nem ajánlott |
| Bűnszövetkezetben                   | Agatha Christie's Partners in Crime | Tizenkét éven aluliak számára nem ajánlott |
| Csábító kémek                       | The Romeo Section                   | Tizenhat éven aluliak számára nem ajánlott |
| Doyle és Doyle – Ketten hevetésen   | Republic of Doyle                   | Tizenkét éven aluliak számára nem ajánlott |
| Dr. Blake                           | Dr. Blake                           | Tizenkét éven aluliak számára nem ajánlott |
| Esküdt ellenségek: Bűnös szándék    | Law & Order: Criminal Intent        | Tizenkét éven aluliak számára nem ajánlott |
| FBI                                 | FBI                                 | Tizenhat éven aluliak számára nem ajánlott |
| FBI: Most Wanted                    | FBI: Most Wanted                    | Tizenhat éven aluliak számára nem ajánlott |
| Harry Bosch – A nyomozó             | Bosch                               | Tizenhat éven aluliak számára nem ajánlott |
| Lewis – Az oxfordi nyomozó          | Lewis                               | Tizenkét éven aluliak számára nem ajánlott |
| Matlock                             | Matlock                             | Tizenkét éven aluliak számára nem ajánlott |
| McDonald és Doods                   | McDonald and Doods                  | Tizenkét éven aluliak számára nem ajánlott |
| Murdoch nyomozó rejtélyei           | Murdoch Mysteries                   | Tizenkét éven aluliak számára nem ajánlott |
| Privát kopók                        | Privat eyes                         | Tizenkét éven aluliak számára nem ajánlott |
| Shetland                            | Shetland                            | Tizenkét éven aluliak számára nem ajánlott |
| Stella Blómkvist – A bűnösök védője | Stella Blómkvist                    | Tizenhat éven aluliak számára nem ajánlott |
| Tetthely                            | Tatort                              | Tizenkét éven aluliak számára nem ajánlott |
| Végzetes szerelmek                  | 50 Ways to kill your lover          | Tizenkét éven aluliak számára nem ajánlott |

### Sport
| Műsor címe | Korhatár                      |
| ---------- | ----------------------------- |
| Darts      | Korhatár nélkül megtekinthető |